# Århus GF
El Århus GF es un equipo de balonmano de la localidad danesa de Århus. Actualmente milita en la Primera División de la HåndboldLigaen. El equipo como tal comienza a funcionar en 2001, cuando se fusionan cuatro equipos de la ciudad, el A.G.F., el Aarhus KFUM, el VRI y el Brabrand IF, pasando a pertenecer a un club polideportivo, con sección de fútbol (Aarhus GF).
En 2021 el club cae en bancarrota, por lo que se decide su fusión con el equipo vecino de Skanderborg, creándose el Skanderborg Aarhus Håndbold.

## Palmarés
- Ligas danesas: 9
  - Temporadas: 1955, 1957, 1959, 1961, 1963, 1965, 1974, 1980, 1983